# Gave
Pour les articles homonymes, voir Gave.

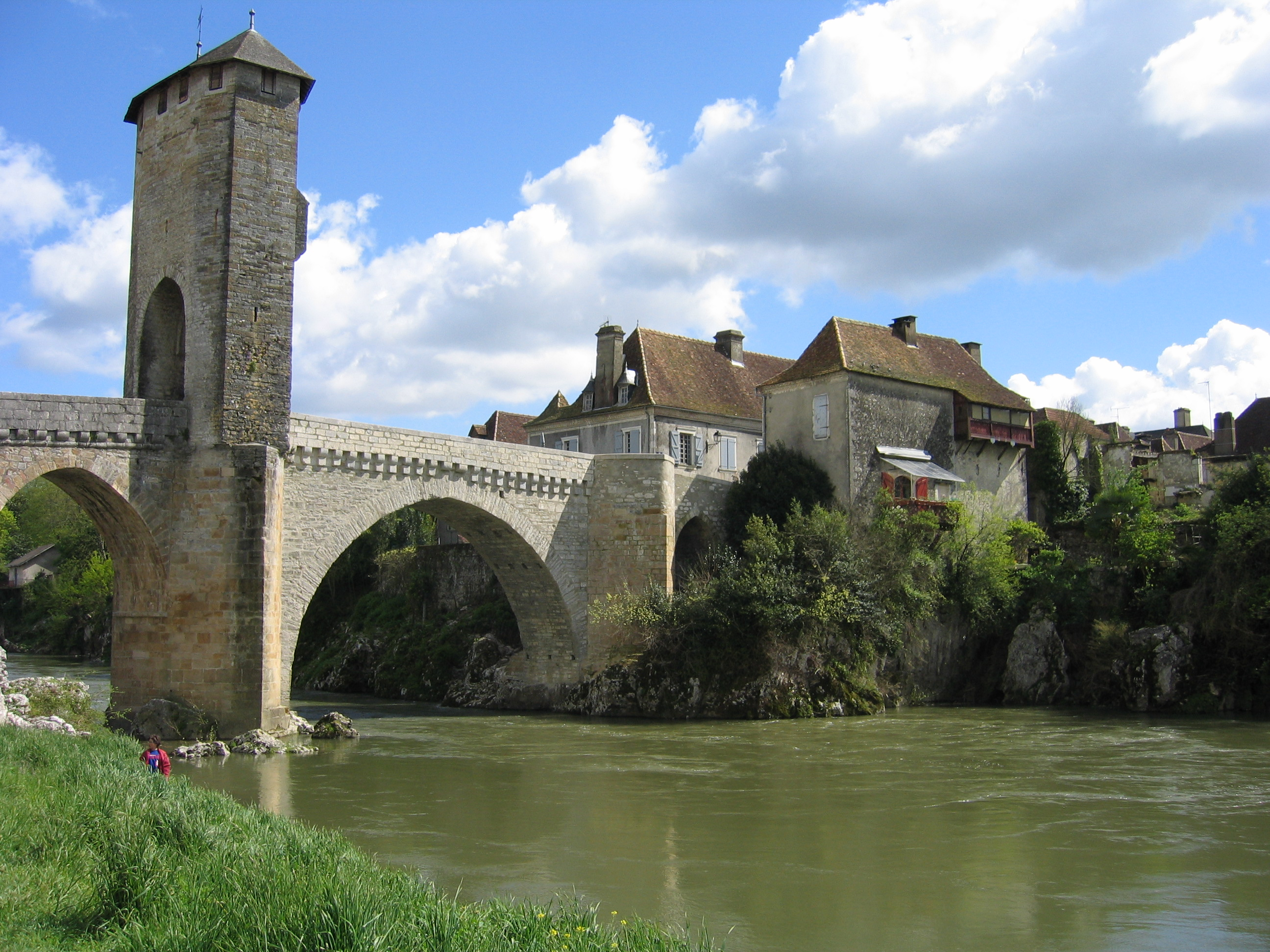
Le gave de Pau passant sous le Vieux Pont d'Orthez.

Un gave, du gascon gave (prononcé « gabé »), est le nom générique donné aux cours d'eau (grands ou petits), situés au Béarn (à l'est des Pyrénées-Atlantiques), en Bigorre (à l'ouest des Hautes-Pyrénées) et certains en Chalosse (au sud des Landes). 
Les gaves pyrénéens sont au final affluents des deux rivières principales, le gave de Pau (également appelé grand gave) ou le gave d'Oloron, eux-mêmes réunis en Chalosse peu avant leur confluent avec le fleuve Adour.

## Présentation
Ce nom de gave, qu'on trouve sous sa forme latine gabarrus dans les écrits de Théodule (VIIIe siècle - IXe siècle), semble provenir d'un radical pré-celtique gaba signifiant probablement rivière encaissée, que l'on retrouve dans certains noms du Midi ou de Gascogne : gabali (les gabales du Gévaudan), Gabardan, Garravet, gavarret... L'hydronyme « gave » est utilisé comme nom commun et a une très grande vitalité - presque envahissante, puisque certains cours d'eau pyrénéens ont perdu, depuis un siècle, leur nom local pour devenir « le gave de... ».
L'Encyclopédie de Diderot et d'Alembert en donne la définition suivante :
Gave, (Le) Géog. ce nom est commun à plusieurs rivières de Béarn, qui toutes ont leurs sources dans les Pyrénées, aux confins de l'Aragon : telles que sont le gave d'Aspe, le gave d'Ossau , le gave d'Oloron, le gave de Pau. La rapidité de ces gaves est cause qu'ils ne portent point de bateaux ; mais ils sont très poissonneux.
Les terrasses anciennes des gaves pyrénéens portent des sols acides, humifères sur une grande profondeur, caractérisés par un brassage biologique intense, présentant une structuration d'origine biologique et dénommés localement « sols de touyas » (ajonc).

## Remarque
Quand deux gaves se rejoignent, ils forment généralement un 3e gave. Exemples : le gave d'Ossau et le gave d'Aspe donnent le Gave d'Oloron, le Gave de Gavarnie et le Gave de Bastau donnent le Gave de Pau.

## Gaves des Pyrénées
- les gaves réunis,
- le gave d'Arratille,
- le gave d'Arrens,
- le gave d'Aspe,
- le gave d'Aspé,
- le gave d'Azun,
- le gave de Baralet,
- le gave des Batans,
- le gave de Belonce,
- le gave de Bious,
- le gave de Brousset,
- le gave de Cambalès,
- le gave de Cauterets,
- le gave de Cestrède,
- le gave d'Estaing,
- le gave d'Estaubé,
- le gave d'Estom Soubiran,
- le gave de Gaube,
- le gave de Gavarnie,
- le gave de Héas,
- le gave d'Ilhéou ou gave de Cambasque,
- le gave de Jéret,
- le gave de Labat de Bun,
- le gave de Larrau,
- le gave du Lavedan,
- le gave de Lescun,
- le gave de Lourdios,
- le gave de Lutour,
- le gave du Marcadau,
- le gave de Mauléon autre nom du Saison,
- le gave d'Ossau,
- le gave d'Ossoue,
- le gave d'Oloron,
- l'Ouzoum ou Ouzom,
- le gave de Pau,
- le gave de Sainte-Engrâce autre nom de l'Uhaïtxa,
- le gave de Soussouéou,
- le gave des Tourettes.